# Nestor Postnikov
Nestor Postnikov (en russe : Нестор Васильевич Постников), né en 1821 et mort en 1913, est un médecin russe, conseiller d'État dans la table des rangs.

## Biographie
Nestor Postnikov est né en 1821. Il fait ses études de médecine à la faculté de médecine de l'université de Moscou où il obtient son diplôme de médecin en 1846.
Il devient assistant de dissection anatomique dans la même université en 1855, puis médecin de l'hôpital des étudiants de Moscou et de l'école impériale d'enseignement artisanal de Moscou. Pour sa thèse intitulée De anaestesia, en 1854, il obtient le titre de docteur en médecine. À partir de 1855, il devient médecin principal de l'hôpital de Iaroslavl et à partir de 1859 de l'hôpital de Saratov.
Postnikov crée en 1858 le premier établissement hospitalier scientifique spécialisé en Russie dans le traitement par le lait fermenté de jument ou koumis. Par sa pratique, il a découvert que la consommation de lait de jument était efficace dans le traitement des patients atteints de tuberculose. Cette maladie était l'une des plus courantes au monde à son époque. Il publie plusieurs articles sur le résultat de ses recherches et un ouvrage intitulé Koumisothérapie en 1860 à Samara, et un autre intitulé Sur le koumis, ses propriétés et son action sur le corps humain (Samara, 1867),.
Pour son travail au service de la santé publique, Postnikov a été récompensé par l'ordre de Sainte Anne IIe et IIIe degré ainsi que par l'ordre de Saint Vladimir IVe degré et la médaille de bronze sur ruban de Saint Vladimir.